# 喬治亞州第六國會選區
喬治亞州第六國會選區（英語：Georgia's 6th congressional district）是美国喬治亞州的國會選區之一。儘管喬治亞州的邊界是在2010年人口普查之後被重新界定，而多增加的人口與土地則為喬治亞州增加了一個國會席位；但直到2012年的國會選舉才真正使用全新的選舉區進行第一次選舉。